# 4-Phenylpiperidin
4-Phenylpiperidin ist eine chemische Verbindung aus der Gruppe der Piperidine.

## Gewinnung und Darstellung
4-Phenylpiperidin kann durch Hydrierung von 4-Phenylpyridin gewonnen werden, wobei neben 4-Phenylpiperidin auch 4-Cyclohexylpyridin entsteht.

## Eigenschaften
4-Phenylpiperidin ist ein weißer Feststoff, der löslich in Wasser ist.

## Verwendung
4-Phenylpiperidin ist ein Zwischenprodukt, das in der organischen Synthese von Arzneimitteln (Analgetika), in der Agrochemie und in Farbstoffen verwendet wird.